# ねるとん紅鯨団
『ねるとん紅鯨団』（ねるとんべにくじらだん）は、フジテレビ系列で放送されていたバラエティ番組である。IVSテレビ制作と関西テレビの共同制作。関西テレビやフジテレビでは1987年10月3日から1994年12月24日まで、毎週土曜日 23:00 - 23:30 （JST）に放送されていた。司会はとんねるず。構成・ゼネラルディレクターは伊藤輝夫（現・テリー伊藤）。MIZUNOの一社提供（一部地域ではローカルスポンサーとの混合による複数社提供あるいはスポンサー差し替え）。

## 概要
『別冊宝島』にも1987年のサブカル・流行の1つとして名前が確認される。
番組タイトルは、前番組『上海紅鯨団が行く』（司会：片岡鶴太郎）のタイトルにあった「紅鯨団」と、とんねるずの倒語である「ねるとん」を組み合わせたものである。
放送開始から20回ほどは『上海紅鯨団が行く』の内容を引き継ぎ、毎回企画テーマが変わっていたが、とんねるずが司会をする集団見合い企画が好評だったため、途中から集団お見合い番組となった。これが爆発的な大ヒットとなり、番組全体の平均視聴率17.3%、最高平均視聴率24.7%（1989年3月4日）と土曜深夜枠ながら常に高視聴率をマークし、競合裏番組の『今夜は最高!』（日本テレビ）を終了に追い込んだ。
しかし1994年4月、競合裏番組に『恋のから騒ぎ』（日本テレビ）が開始して以降は視聴者の流出が徐々に始まり、同番組に敗れる形で同年12月に終了した。後継番組は『とんねるずのハンマープライス』となったが、この番組は『恋のから騒ぎ』と約3年半もの間、高視聴率争いを繰り広げることとなった。
当時の深夜番組としては珍しく、1989年から1993年までバラエティ番組の年間平均視聴率ランキングベスト5にランクインした。番組タイトルの「ねるとん」は集団見合パーティーの代名詞になった。

## 出演者
- 司会：とんねるず（石橋貴明・木梨憲武）
- 週替わりゲスト：一般参加者は番組で公募
- ナレーション：皆口裕子（初代/'99）、浅木舞（二代目）、橋本由香（三代目）

すれていない若者の視聴者参加番組というのが番組のコンセプトだったため、ナレーションも素人臭さを狙って、オーディションで一番下手だった女性が選ばれた。
とんねるずは当枠のスポンサーだった絡みからミズノのスポーツシューズ『ランバード』のCMに出演していた。

## 番組の進行
スタジオ収録部分では、とんねるずとゲストが本編VTRを見ながらフリータイム前と後、告白タイムの後にトークをする。なお、「SIDE A」および「SIDE B」の冒頭では「NELTUN CLUB」の画面が表示される。

### オープニング
その日のゲストが入場しオープニングトークとなるが、番組後期にはゲストの入場後、事前に取った「恋愛プロフィール」というアンケートを紹介していた。その後、提供クレジット（一部地域では差し替え）を挟んで最初のCMに入る。

### SIDE A

#### 自己紹介と貴さんチェック
VTRはオールロケで、とんねるずの片方がロケに参加し進行する。毎回、男子全員スポーツマンのスポーツマン大会や、愛車自慢の男子を集めた車大会、高校生限定の高校生大会などテーマが決まっていた。
まず、男性陣の参加者紹介。テロップに、氏名、年齢、特技、好きな芸能人、彼女いない歴が出てくる。特技はその場で披露できるものは、その時に見せたりする。男子全員の紹介が終わったあとで、「君たちを待っている女性陣はあそこにいる」と男性陣のはるか遠方にいる女性陣をちらりと見せるが、石橋がMCのときには「オーケー! おめーらの気持ちはよーく分かった! おめーらを待ってるお嬢さん方はあちらにいる!（ここで男性陣の「オー!」という歓声） しかーし! おめーらが見る前に、恒例の（「恒例の」の際に少し引っ張る）タカさ〜ん、チェック!（チェックの時の親指と人差し指を立てる決まりのポーズがあり、また「チェック」のところ以外はウラ声）」と言って、石橋だけが先に女性陣の方へ行く（木梨がMCのときは何もせず女性陣のところへ行く。そのときに木梨の独特の歩き方があった。また、木梨は石橋より声が小さいので拡声器を常に携帯）。ただし、木梨が石橋の「チェック!」を若干真似したことが2回ほどあった。1回目は、「ノリさ〜ん… チャック!」と言いながら、自分のズボンの前のジッパーを指差すもの。2回目は「ノリさ〜ん… チャック・ベリー」と言いながら、ぴょんぴょん飛び跳ねながら女子の方へ向かうもの。
女性陣の紹介も男性同様、テロップにプロフィールが出て、特技があればそれも披露する。好きな芸能人で女性がとんねるずのその時のMCでない方を挙げると挨拶できる（例：木梨がMCなら木梨が「ほら今ごろ貴明がスタジオで見てるよ」と女性を煽り、カメラ目線で女性は「貴さん見てますか」と挨拶できる）。

#### ご対面
女性陣の紹介終了後、ご対面。対面後、アピールタイムとして、特技などを相手に披露（スポーツマン大会などは、自分がやっているスポーツを披露するが、陸上の長距離走の選手は必ずアピールタイムの前の自己紹介の時点で走らされる。そのトラックを走る光景を気にもせずに番組は進行してしまう）。アピールタイムの後、男性陣、女性陣それぞれに、第一印象で良い人を小声で聞いていく。大抵一部のルックスの良い人に人気が集中するため、この時点で1番人気や2番人気が決まってくる。また、第一印象が良いもの同士などもこの時に判る（この2人が接近すると画面下にハートマークが点滅する演出があった）。
その後はスタジオトークへ移り、CMに入った（CM明けにはVTRに戻る）。

#### フリータイム
フリータイムではカップルやグループで各自談笑する。フリータイム中に2人きりになって話していると、ツーショットと呼ばれる。また、1番人気の女子には多くの男子が集まり、女子1人対男子多数で話す光景が見られる。フリータイムの後は告白タイム。基本的に男性が女性に対して告白するが、年に数回（バレンタインデー=2月14日の直前の放送日等）、女性から告白する「女の子だって告白したい」大会も開催された。フリータイム後のスタジオトークで、その日成立するカップルが何組かを、ゲストが予想する。
フリータイム中に石橋（木梨）は少し離れた所にテーブルを構え、モニターを見ながら参加者の動向を面白おかしく実況するが、孤独でいる参加者（大概は男性）をテーブルに呼び、状況説明や今後の展開などを聞きアドバイスするなどして、進行を盛り上げる。
フリータイムのVTRを見た後、何組のカップルが誕生するかゲストに当てるというコーナーがあった。正解するとゲストの希望するスポーツ用品を提供していたが、女性ゲスト時を中心に、とんねるずがゲストの当てた組数が間違えていると仕草や顔色で表現してヒントを与えるため、スポンサーのミズノからクレームが付き、途中で廃止された（実際商品群が用意されていたり、正解時の商品の贈呈シーンなどは映されなかった）。

### SIDE B

#### 告白タイム
男性が1人ずつ女性に告白する。進行役の石橋（木梨）があらかじめ誰に告白するか聞いた後に、男性が意中の女性の前に立つ。他に競合者がいなければ、そのまま告白は進行するが、競合者がいれば「ちょっと待った!」と叫んで、競合者もその女性の前に立つ（ちょっと待ったコール）。女性に自分の気持ちを告白し、右手（あるいはプレゼント）を前に出す。女性が気に入った男性の手を取ったらカップル成立。気に入らなければ「ゴメンナサイ」と言って拒否する（前述の女子告白大会の場合は男女が逆になる）。このとき、拒否された男性は大抵の場合走り去っていく。海やプールで告白タイムに入ることもあったが、その際に拒否された男性は自発的に海へ泳ぎに行ったり、プールへ飛び込んだりしていた。
最終的に男性陣全員が告白した後に、今日のカップルを紹介。稀にカップルが不成立でゼロになることもあった。

### エンディング
エンディング前に素人参加者の募集（「車大会」なら、彼女を自慢の車に乗せたい男の子と、そんな彼の車に乗りたい女の子）と、ゲストの今後の活動予定、最後にゲストに好きな芸能人を訊いて終了。サウンドロゴの映像を用いた提供クレジットの後、「Good Night!」と描かれたテロップとともに締めの挨拶で番組が終わった（一部地域では差し替え）。福山雅治がゲスト出演した回では、エンディングで内田有紀を好きな芸能人として挙げ、その後のワイドショーで話題になったこともある。
また、番組終了後の1999年に特番『とんねるず賀正』の1コーナーとして復活。翌年からは、企画ごと『とんねるずのみなさんのおかげでした』の年末スペシャルに移り、「ねるとん紅鯨団芸能人大会」として2004年まで放送されていた。2003年のクリスマス芸能人大会には大人気の高見盛が最終兵器として登場、さとう珠緒に告白をして成功。その場で連絡先をゲットした。その事実は直後の週刊誌ネタになっていた。2004年は男性陣は半分がお笑いタレントで占められていた（ペナルティはワッキーのみのエントリーであることを最初のインタビュー時に初めて知り、相方のヒデはショックを受けていた）。2005年以降は放送されていない。

## 主な大会
- 社会人
- スポーツマン
- サッカー少年とサッカー好き少女（木梨担当）
- 30歳以上
- 高校生
- 車好き男女（石橋担当）
- オートバイ好き男女（木梨担当）
- 医学部生
- 地方在住（北海道、東海地区、関西地区、九州地区など）
  - 「とかく北海道はOKしてくれても道内で再会するのが困難」といった、北海道ならではの理由もあった。
- 女の子も告白したい
- その他、時節に合わせた大会（元旦、バレンタイン（女子が告白）、卒業生、花見、潮干狩り、新緑、七夕、暑気払い、海水浴、紅葉、ハロウィン、クリスマス）
- プレイスポットなどの場所に凝った大会　台場（まだ施設などが充実していない頃から）、横浜山下公園、横浜ベイブリッジ、夜景スポット、船上パーティー、葛西臨海公園、昭和記念公園、多摩川べり、井の頭公園、代々木公園、駒沢公園、湘南、花やしき、海ほたるパーキングエリア、多摩動物公園、しながわ水族館、多摩テック、よみうりランド、東京サマーランド、豊島園、後楽園ゆうえんち、西武園、相模湖ピクニックランド、サンリオピューロランド、各シティホテル等）
- イベント毎の大会（パーティー、ディスコ、クラブ、カクテルバー、カラオケ、花火、バンド演奏（女子はロック好き）、映画鑑賞、スキー、スノボー、スケート、バーベキュー、サイクリング、プール、ゴルフ、デイキャンプ、ピクニック、オートバイ、ゲームセンター、ビリヤード、サッカー（女子はサッカー好き）、ボウリング、ハロウィン仮装、50's（フィフティーズ）好き、女性が浴衣着用、団体サークル（学校のサークルの気の合う3人組で参加）

また、番組始まって間もない頃にそれぞれ一度だけ身長180cm以上の男大会、男全員慶應義塾大学生、女子全員ナース大会、女性が全員ロングヘアーという大会があった。

## この番組から派生した言葉
彼女（彼氏）いない歴○年
○が実年齢と一緒の場合、いじられる対象になる。ときどき「彼氏いない歴3か月」など、いない歴の短い参加者も居た。
ツーショット
元々はカメラフレームの中に2人だけ写っている状態のこと。ねるとん紅鯨団のフリータイムの際、男女2人だけになってテレビカメラに撮られたときに、別室のモニターで見ていたとんねるずが「あの2人はツーショットですね」と言ったことから、男女2人で喋ること=ツーショット（ツーショットダイヤルなど）になった。
ちょっと待った（ちょっと待ったコール）
意中の相手に告白しようとしたときに、競合相手がいる場合には「ちょっと待った」の声が掛かる。この番組以後、お見合いパーティー（ねるとんパーティー）や恋愛において意中の相手が競合した場合に、掛ける言葉の定番になっている。ちなみに、第1回放送の富士急ハイランド編においてはちょっと待ったコール制度が無かったため、早いもの勝ちであった。これではいけないと、2回目放送より同制度が適用された。
大どんでん返し
主に石橋が使用。告白タイムにおいて、カップル成立しそうと見られていた者が成立しなかったりするなど意外な結末に終わった際に、カメラに向かって「これぞまさに、大！どん！でん！返し！」などと派手な強調をした発音でこのフレーズを叫ぶ。元々どんでん返しとは歌舞伎で使われていた言葉であるが、当番組で頻繁に使われる内に世間に浸透し、ドラマなどで意外な結末になるのを形容するのに多用されるようになった。

## 放送事故・ハプニング
1989年6月17日放送ではゲストが中森明菜であったが、この回の放送中にテープが早送りや巻き戻しになって暴走するという放送事故が発生した。視聴者から苦情が殺到し、その翌週、6月17日放送分を改めて放送したが、明菜が理想のタイプを聞かれた際に、「山﨑努」と答えるはずが誤って「ミヤザキツトム」と回答。その数日後に東京・埼玉連続幼女誘拐殺人事件の犯人である宮﨑勤が逮捕された。事件とは無関係の偶然ではあったが、この出来事は視聴者を震撼させ、その後様々な都市伝説が生まれた。

## 主題歌
- オープニング：鉄腕ミラクルベイビーズ「TALK SHOW」作詞・作曲：尾関昌也、編曲：岩崎文紀 - 1989年4月21日、フォーライフ・レコードより発売。後期では編曲がラテン風（'92年バージョン）に変わり、CDが再発されている。
  - 鉄腕ミラクルベイビーズは1986年に長野市で結成された女性バンド[5]。「TALK SHOW」は1987年のメジャー・デビュー曲。ボーカルの溝口倫子（ともこ）は富士薬品の栄養ドリンク「リッチミンD」の地域限定店内販促ソングでも知られる。
- エンディング：ストリート・ダンサー（「だから帰らない」）、真璃子（「元気を出してね」など）、ほか多数
- 提供バックBGM：「Funky multi」（佐藤博） - 後述の通り、一部のネット局では流れなかった。
- 挿入曲：鈴木雅之アルバム『mother of pearl』より「One more love tonight」（SIDE A前）「Just Feelin' Groove」（SIDE B前）の2曲のイントロダクションがクレジット無しでほぼ毎週使用された。

## スタッフ
- 企画：広田明（関西テレビ）、長尾忠彦（IVSテレビ制作）
- 構成：城戸口寛、堀田佳己、竹友美加、長田聖一郎、吉岡和彦、大石ナツ、村上卓史、小林智子、木村純子
- 収録スタジオ：STUDIO ROX（前・中期）→レモンスタジオ（後期）
- 技術：八峯テレビ
- 編集：ARTPLAZA1000、テレビテクニカ赤坂
- 美術：ウッドオフィス
- ゼネラルディレクター：伊藤輝夫（現・テリー伊藤）
- プロデューサー：越智武彦、瀬川哲郎（関西テレビ）、岩城昇、後藤喜男（IVSテレビ制作）
- アシスタントプロデューサー：山田一雄
- ディレクター：梁取正彦、杉山和典 ／ 山﨑敏光、大錦玄孝、小野恭裕、今井一史、長久弦
- アシスタントディレクター：安西義裕
- 制作協力：オフィスAtoZ（1994年6月まで）→アライバル（1994年7月から12月まで）
- 制作：関西テレビ、IVSテレビ制作

## ネット局
系列は当番組終了時（1994年12月）のもの。
| 放送対象地域   | 放送局             | 系列                                         | ネット形態             | 備考 |
| -------------- | ------------------ | -------------------------------------------- | ---------------------- | --- |
| 近畿広域圏     | 関西テレビ         | フジテレビ系列                               | 制作局                 | |
| 北海道         | 北海道文化放送     | フジテレビ系列                               | 同時ネット             | |
| 青森県         | 青森放送           | 日本テレビ系列                               | 遅れネット             | 1991年9月まではテレビ朝日系列とのクロスネット局 1994年9月18日までは日曜12:30～、1994年9月25日からは日曜22:30～ |
| 岩手県         | 岩手放送           | TBS系列                                      | 遅れネット             | 現：IBC岩手放送 1991年3月まで                                                                                  |
| 岩手県         | 岩手めんこいテレビ | フジテレビ系列                               | 同時ネット             | 1991年4月開局から                                                                                              |
| 宮城県         | 仙台放送           | フジテレビ系列                               | 同時ネット             | |
| 秋田県         | 秋田テレビ         | フジテレビ系列                               | 同時ネット             | |
| 山形県         | 山形テレビ         | フジテレビ系列                               | 同時ネット             | 1993年3月まで                                                                                                  |
| 山形県         | テレビユー山形     | TBS系列                                      | 遅れネット             | 1993年4月から 山形テレビのテレビ朝日系列へのネットチェンジに伴う移行                                           |
| 福島県         | 福島テレビ         | フジテレビ系列                               | 同時ネット             | |
| 関東広域圏     | フジテレビ         | フジテレビ系列                               | 同時ネット             | |
| 山梨県         | 山梨放送           | 日本テレビ系列                               | 遅れネット             | 毎週日曜日23:00～ ミズノとダイハツの2社提供                                                                    |
| 新潟県         | 新潟総合テレビ     | フジテレビ系列                               | 同時ネット             | 現：NST新潟総合テレビ                                                                                          |
| 長野県         | 長野放送           | フジテレビ系列                               | 同時ネット             | |
| 静岡県         | テレビ静岡         | フジテレビ系列                               | 同時ネット             | |
| 富山県         | 富山テレビ         | フジテレビ系列                               | 同時ネット             | |
| 石川県         | 石川テレビ         | フジテレビ系列                               | 同時ネット             | |
| 福井県         | 福井テレビ         | フジテレビ系列                               | 同時ネット             | |
| 中京広域圏     | 東海テレビ         | フジテレビ系列                               | 同時ネット             | |
| 島根県・鳥取県 | 山陰中央テレビ     | フジテレビ系列                               | 同時ネット             | |
| 岡山県・香川県 | 岡山放送           | フジテレビ系列                               | 同時ネット             | |
| 広島県         | テレビ新広島       | フジテレビ系列                               | 同時ネット             | |
| 山口県         | 山口放送           | 日本テレビ系列 テレビ朝日系列                | 遅れネット             | 1988年10月から1993年9月まで                                                                                    |
| 山口県         | テレビ山口         | TBS系列                                      | 遅れネット             | 1993年10月から 山口放送のNNSフルネット局化に伴う移行                                                           |
| 徳島県         | 四国放送           | 日本テレビ系列                               | 遅れネット             | 1988年頃の一時期                                                                                               |
| 愛媛県         | テレビ愛媛         | フジテレビ系列                               | 同時ネット             | |
| 高知県         | 高知放送           | 日本テレビ系列                               | 遅れネット             | [ 8 ] |
| 福岡県         | テレビ西日本       | フジテレビ系列                               | 同時ネット             | |
| 佐賀県         | サガテレビ         | フジテレビ系列                               | 同時ネット             | |
| 長崎県         | テレビ長崎         | フジテレビ系列                               | 遅れネット →同時ネット | 1989年4月からネット開始 1990年9月まで日本テレビ系列とのクロスネット局                                          |
| 熊本県         | テレビ熊本         | フジテレビ系列                               | 同時ネット             | 1989年9月までテレビ朝日系列とのクロスネット局                                                                  |
| 大分県         | テレビ大分         | 日本テレビ系列 フジテレビ系列                | 遅れネット             | 1993年9月までテレビ朝日系列とのトリプルネット局                                                                |
| 宮崎県         | テレビ宮崎         | フジテレビ系列 日本テレビ系列 テレビ朝日系列 | 遅れネット             | |
| 鹿児島県       | 鹿児島テレビ       | フジテレビ系列                               | 遅れネット →同時ネット | 1988年4月からネット開始 1994年3月まで日本テレビ系列とのクロスネット局                                          |
| 沖縄県         | 沖縄テレビ         | フジテレビ系列                               | 遅れネット             | [ 11 ] |

## 本番組のパロディ
- ねるとんね紅鮭団
日本テレビの正月番組『仁義なき花の芸能界全部乗っ取らせていただきますスペシャル』の1コーナーとして行われた。内容は本家とほぼ一緒（違うのは男性芸能人サイドは石橋、女性芸能人サイドは木梨と、2人ともロケに参加する点）。日本テレビ版は放送局こそ違うものの、本家と同じIVSテレビ制作が制作を担当していたため、セルフパロディの一種である。また、ナレーションに野沢直子を使った。
第1回目の出演者の柳沢慎吾は元・おニャン子クラブの内海和子に告白して玉砕後に「あばよ」の捨てゼリフを残し、その後の彼の持ちネタになった（翌1990年正月には吉田美江（当時女優）からも「ごめんなさい」でそのときの捨てゼリフも「いい夢見させてもらったよ! あばよ!」などとバージョンアップ。また、その翌年は紅鮭団のコーナーでの出演はなく、玉砕続きの柳沢に素人女性を紹介するお友達企画を設けたが、実はその女性はニューハーフというコーナーが設けられた。その時の捨てゼリフは「幻を見たよ!」である）。1991年正月放送の第三回大会では、生稲晃子を巡る勝俣州和と見栄晴の戦いが話題を呼び、二人はそれが縁で、同年開始した『とんねるずの生でダラダラいかせて』にレギュラー出演するようになった。
- まーじゃんねるとん牌鯨団（ダイナックス、現・中日本プロジェクト株式会社）
脱衣麻雀ゲーム。イカサマ技の名前が「大どんでん返しパワー」（コンピュータに負けても逆転できる）、「ちょっと待ったぁ」（コンピュータのロンを阻止）。また、BGMは1989年までのとんねるずの曲のアレンジで、「やぶさかでない」（デモ画面）、「一気！」、「人情岬」（対局時）、「天使の恥骨」（コンピュータリーチ）、「嵐のマッチョマン」（プレイヤーリーチ）などがある。脱衣するキャラクターのモデルは当時のアイドルである。
- ねろとん紅鯨田
朝日放送『探偵!ナイトスクープ』において、北野誠と桂小枝がとんねるずならぬ「どうくつず」を組み、パロディ企画を行った。
- 同姓同名子供ショー くにとん紅鯨団
当時フジテレビ系で放送されていた『邦ちゃんのやまだかつてないテレビ』の中の一コーナーであり、芸能人と同姓同名の子供がお見合いをする。
- ねるとん紅鮭団
当時フジテレビ系で放送されていた『ラスタとんねるず'94』の中の一コーナー「SPITTING IMAGE JAPAN」のコントとして放送。政治家大会と銘打ち、当時の政治家を模した人形が人間の女性とお見合いをするという、風刺も織り交ざった内容である。政治家サイドのリポーターで木梨が出演しているが、石橋は一切出演せず。「フリータイム」「告白タイム」のナレーションは当時の本家を担当していた橋本由香が担当。
- ぐうたら紅蠍団
日本テレビ系『とんねるずの生でダラダラいかせて!!』の企画。ねるとん初代ナレーション・皆口裕子がナレーターを務めたが、「（あの）ねるとんとは別物」と語っている[要出典]。